# Metoda przesunięcie-redukcja
Metoda przesunięcie-redukcja – ogólna metoda wstępującej analizy składniowej. Drzewo wyprowadzenia budowane jest od dołu, zaczynając od liści, a na korzeniu kończąc.
Analizator składniowy (parser) posiada stos, na którym przechowuje terminalne i nieterminalne symbole gramatyki formalnej oraz bufor wejściowy zawierający nieprzeczytaną część ciągu wejściowego.
Podczas działania parser czyta kolejne symbole z wejścia i wkłada je na stos, aż do momentu, gdy uzna, że może wykonać redukcje ciągu symboli z wierzchołka stosu α zgodnie z pewną produkcją {\displaystyle A\rightarrow \alpha } należącą do gramatyki. Wtedy ciąg α na stosie zastępowany jest pojedynczym symbolem A. Praca ta jest kontynuowana do momentu, gdy wejście będzie puste, a na stosie będzie tylko symbol startowy, lub do wykrycia błędu. Problem polega na tym, żeby redukcja nastąpiła w odpowiednim momencie i była przeprowadzona zgodnie z dobrą produkcją. Jeśli uchwyt (prawa strona produkcji, znajdująca się na stosie, którą można zredukować do lewej strony produkcji), nie zostanie w porę wykryty i nastąpi przesunięcie, zostanie on pogrzebany na stosie i nie będzie mógł być poprawnie zredukowany (redukcje przeprowadzane są tylko na wierzchołku stosu). Jeśli nastąpi przedwczesna redukcja, to symbole, które dopiero trafią na stos, mogą nie pasować do żadnej produkcji.

## Przykład
Weźmy gramatykę {\displaystyle S\rightarrow d,\ S\rightarrow Ad,\ A\rightarrow d} i słowo dd:
| Stos | Wejście | Akcja                                    | Błędna akcja                            |
| ---- | ------- | ---------------------------------------- | --------------------------------------- |
| $    | dd#     | przesunięcie                             |                                         |
| $d   | d#      | redukcja {\displaystyle A\rightarrow d}  | przesunięcie                            |
| $A   | d#      | przesunięcie                             |                                         |
| $Ad  | #       | redukcja {\displaystyle S\rightarrow Ad} | redukcja {\displaystyle A\rightarrow d} |
| $S   | #       | Akceptacja                               |                                         |

Przesunięcie w drugim wierszu, prowadziłoby do powstania na stosie ciągu $dd, który mógłby być zredukowany do $dA i na tym koniec – pierwszego d nie dałoby się już zredukować.
Podobnie redukcja d na A z czwartego wiersza prowadziłaby do stosu $AA, z którym również nie można nic więcej zrobić.

## Dalszy podział
Istnieją różne sposoby podejmowania decyzji o kolejnej akcji. W zależności od użytych metod, powstają np.:
- parsery LR, a w tym:
  - SLR
  - LALR
  - kanoniczny LR
- parsery działające metodą ograniczonego kontekstu (parsery BC)
- parsery działające metodą pierwszeństwa operatorów

Parsery te zazwyczaj czytają wejście od lewej do prawej, choć mogą istnieć też czytające od prawej do lewej.